# Tolīs Spanos
Aspostolīs Spanos, detto Tolīs (in greco Αποστόλης "Τόλης" Σπανός?; 1946 – dicembre 2012), è stato un cestista greco.

## Carriera
Con la Grecia ha disputato i Campionati europei del 1969.

## Palmarès
- Campionato greco: 2

Olympiakos: 1975-76, 1977-78